# Tipi di filatura
Nella filatura industriale le caratteristiche tecniche di un filato vengono definite dalle seguenti sigle:
- L.O.Y. = Low oriented yarn (filo, poco orientato "non stirato")
- P.O.Y. = Pre oriented yarn  (filo, parzialmente orientato)
- F.O.Y. = Full oriented yarn (filo, totalmente orientato)
- F.D.Y. = Full drawn yarn  (filo, totalmente stirato)

Il L.O.Y., dopo lo stiro, lo si può definide FDY

## Orientato
Il termine orientato si riferisce all'orientamento delle fibre tessili che si dispongono, attraverso i vari passaggi del processo di cardatura prima e filatura poi, parallelamente nel verso del filo, più è precisa la parallelizzazione delle fibre, più risulta pettinato cioè ordinato e regolare, con poca peluria sporgente. 

## Stirato
Il termine stirato indica il processo di assottigliamento della sottile banda di fibre chiamata nastro cardato, la stiratura provvede ulteriormente a orientare e ordinare le fibre.